# 大倉雅彦
大倉雅彦（おおくら まさひこ）は、日本のアニメーション監督、アニメーター。

## 参加作品

### テレビアニメ
1990年
- まじかる☆タルるートくん（キャラクターデザイン・作画監督・原画）

1992年
- 超電動ロボ 鉄人28号FX（絵コンテ・演出）
- ゲッターロボ號（第49話作画監督）

1994年
- とっても!ラッキーマン（原画）

2005年
- 甲虫王者ムシキング 森の民の伝説（絵コンテ）

2007年
- BLUE DROP 〜天使達の戯曲〜（監督・原案・絵コンテ・演出）

2011年
- 快盗天使ツインエンジェル〜キュンキュン☆ときめきパラダイス!!〜（変身原画）
- セイクリッドセブン（作画監督補佐）
- ラストエグザイル-銀翼のファム-（絵コンテ）

2012年
- 宇宙戦艦ヤマト2199（原画）

2017年
- 銀の墓守り（監督・絵コンテ）

2019年
- なんでここに先生が!?（作画監督）

2020年
- ゴールデンカムイ（絵コンテ）

2022年
- ブッチギレ!（絵コンテ）
- 機動戦士ガンダム 水星の魔女（絵コンテ）

2024年
- 最弱テイマーはゴミ拾いの旅を始めました。（絵コンテ）
- しかのこのこのここしたんたん（原画）

### 劇場アニメ
1991年
- まじかる☆タルるートくん（作画監督）

1993年
- Coo 遠い海から来たクー（キャラクター設計・作画監督）

1996年
- クレヨンしんちゃん ヘンダーランドの大冒険（原画）

1997年
- 新世紀エヴァンゲリオン劇場版 Air/まごころを、君に（原画）

2000年
- デジモンアドベンチャー ぼくらのウォーゲーム!（原画）

2012年
- ROAD TO NINJA -NARUTO THE MOVIE-（作画監督）

2014年
- 宇宙戦艦ヤマト2199 星巡る方舟（絵コンテ）

### OVA
1986年
- 湘南爆走族（作画監督補佐）

1988年
- 遠山桜宇宙帖 奴の名はゴールド（原画）

1991年
- インフェリウス惑星戦史外伝 CONDITION GREEN（メカデザイン）

1994年
- 新・キューティーハニー（演出）

2002年
- 戦闘妖精雪風（監督・脚本・絵コンテ・演出）